# Antropologia fecal

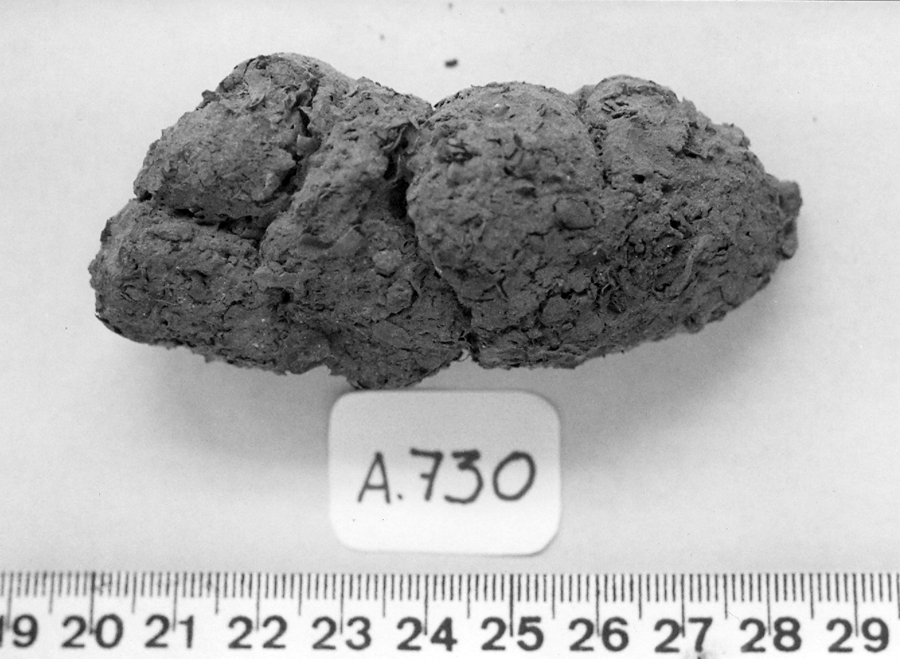
Palaeofaeces do sítio arqueológico da Furna do Estrago.

Antropologia fecal é o estudo de palaeofaeces que são fezes de antigos humanos, muitas vezes encontradas como parte de escavações arqueológicas ou pesquisas. O termo coprólito é freqüentemente usado de forma intercambiável. Fezes intactas de povos antigos podem ser encontradas em cavernas em climas áridos e em outros locais com condições adequadas de preservação. Elas são estudadas para determinar a dieta e a saúde das pessoas que as produziram através da análise de sementes, pequenos ossos e ovos de parasitas encontradas no interior. As fezes podem conter informações sobre a pessoa que excretou o material, bem como informações sobre o material em si. Elas também podem ser analisadas quimicamente para obter informações mais detalhadas sobre o indivíduo que as excretou, usando análise lipídica e análise de DNA antigo. A taxa de sucesso da extração utilizável de DNA é relativamente alta em palaeofaeces, tornando-as mais confiável do que a recuperação de DNA esquelético.